# Quapaw (Oklahoma)
Quapaw – miejscowość w Stanach Zjednoczonych, w stanie Oklahoma, w hrabstwie Ottawa.